# Palabra clave (motor de búsqueda)
Las palabras clave (del inglés keywords) hacen referencia a los criterios de búsqueda que se utilizan en Internet para encontrar determinada información. Estas palabras son introducidas en los campos de texto de los diferentes motores de búsqueda para realizar una consulta específica a partir de una base de datos, mostrando resultados que incluyen las palabras buscadas o similares.
Las palabras clave juegan un papel crucial en los buscadores, pues actúan como el enlace primordial entre los usuarios y la información que están tratando de encontrar. Es fundamental considerar que las palabras clave no se restringen únicamente a una palabra individual, sino que también pueden constituir frases más extensas y detalladas, denominadas en inglés como "long tail keywords".
Podemos considerar buscador a todo aquel que realiza una búsqueda interna, como los que suelen incluir tiendas en línea como Amazon, que busca entre sus productos una relación entre las palabras consultadas y las que incluyen sus artículos.

## Uso de las palabras clave
Las páginas web utilizan las palabras clave con el objetivo de alcanzar a un mayor número de personas, y ofrecer recursos para satisfacer una necesidad específica. Si se optimiza una página web para una palabra clave específica, se trabaja una estrategia de posicionamiento web, y el contenido encaja a la perfección, se conseguirá que esa página incremente las probabilidades de que las personas visiten el sitio web y se muestre entre los primeros resultados de la consulta, obteniendo así tráfico cualificado y en ocasiones mayores oportunidades de monetización a través de publicidad o de venta de productos.
A finales del mes de noviembre de 2016, Google anunció a través de su blog oficial que se retirará la función de palabras clave de contenido en Search Console. Este hecho puede implicar un giro sustancial en el manejo de las búsquedas por Internet, ya que el gigantesco buscador dicta la pauta en esa materia a nivel mundial. Esto no quiere decir que las palabras claves ya no sean importantes para el más grande motor de búsqueda, pues aunque sus algoritmos se han desarrollado mucho, ellos no pueden leer la mente humana. Y están lejos de saber cuál es el sentido de un sitio web para decirle a los usuarios qué tienen de especial los servicios o productos que se ofrecen en un sitio web.

## Clasificación de las palabras clave
Las palabras clave se clasifican en cola corta (short tail) y cola larga (long tail), por la forma que tiene su gráfica de distribución. Otra forma de clasificación podría ser según su intención de búsqueda, la cual se divide de esta manera: Informativa - Transaccional - Navegacional.
Las palabras clave que podemos distinguir dentro de una estrategia SEO para una web son:

### Cola corta
El término cola corta (short tail) se refiere a un enfoque contrario al de la cola corta (long tail). Consiste en emplear palabras clave breves y genéricas. Estas palabras suelen atraer a una amplia audiencia. No obstante, debido a su naturaleza genérica, también enfrentan una mayor competencia, lo que significa que aparecerán en los resultados de búsqueda numerosas páginas.
En realidad, estas palabras clave no son desventajosas. Sin embargo, es crucial llevar a cabo una investigación exhaustiva sobre el uso más adecuado de las palabras clave para posicionar tu negocio. Las palabras clave de cola corta (short tail) suelen ser términos de dos palabras o menos. Las palabras clave de cola corta tienen un mayor número de búsquedas y aseguran una mayor frecuencia de aparición del sitio web en los resultados.
Las características principales de estas palabras son:
- Redacción corta: Normalmente una palabra o a lo sumo una combinación de dos palabras.
- Mucho tráfico: Son buscadas por muchas personas.
- Tienen gran competencia: Todas las webs quieren aparecer en las SERP por esas palabras.
- Bajo volumen de conversión: El usuario que utiliza estas palabras hace una búsqueda genérica.
- Difícil posicionamiento: Al existir mucha competencia es más difícil aparecer en las SERP por estas palabras.

### Cola larga
Las palabras clave de cola larga (long tail)  son términos de búsqueda más precisos y detallados que los usuarios utilizan para encontrar información o productos específicos en los motores de búsqueda. A diferencia de las palabras clave más generales, las palabras clave de cola larga consisten en frases más extensas y específicas.
Normalmente, estas palabras clave están compuestas por tres o más palabras y están diseñadas para reflejar las intenciones y necesidades más específicas de los usuarios. Estas palabras clave más extensas brindan detalles adicionales sobre lo que el usuario está buscando, lo cual ayuda a refinar los resultados de búsqueda y proporcionar información o productos más pertinentes.
Las características principales de estas palabras son:
- Redacción más larga: Son Keywords (palabras clave) formados por combinación de varias palabras, normalmente de 3 o más palabras.
- Menos tráfico: Al ser palabras más específicas, no tienen gran volumen de búsquedas.
- Menor competencia: Como existen muchas palabras long tail habrá muchas menos web que luchen por esas palabras.
- Gran conversión: Son los términos que utilizan las personas que están buscando una solución a un problema y por eso es más fácil la conversión.
- Fácil posicionamiento: Al existir poca competencia es más sencillo aparecer en las SERP.

### Ejemplo
Se entiende mejor con un ejemplo. Supongamos que tenemos una tienda en línea de perfumes.
Cola corta:
- Perfumes
- Perfumes en línea
- Comprar perfumes en línea

Cola larga
- Dónde comprar perfumes originales en línea
- Dónde comprar perfumes baratos originales

## Investigación de palabras clave
La investigación de palabras clave (en inglés: keyword research) es un pilar del SEO de contenidos y hace referencia a la técnica para encontrar las palabras clave de un sitio web en particular, y de este modo realizar todo el proceso de posicionamiento en buscadores sobre la base de estas palabras clave. El número ideal de palabras clave para un sitio web es 10, sin embargo conviene determinar cuáles son las 10 palabras clave primarias y 10 palabras clave secundarias del sitio web, y sobre la base de esta lista de palabras clave, realizar una combinación de las primarias y secundarias, con la finalidad de obtener una lista de 10 palabras clave para cada página web presente en el servidor web del sitio en cuestión. Es importante que cada lista de 10 palabras clave de cada página web en el sitio, sea única, con la finalidad de optimizar las etiquetas meta y que no se repitan.
La investigación de palabras clave se puede llevar a cabo realizando un cruce de variables tales como el nivel de competencia de las palabras clave, el análisis de densidad de las palabras clave en el sitio web en cuestión o keyword density analysis, el concepto de palabras clave de cola larga o long tail keywords concept, el índice de eficacia de palabras clave o keyword effectiveness index y algunas herramientas de sugerencias como Keyword Tool.
Cuando las etiquetas meta o metatags (etiqueta de título o title tag, etiqueta de descripción o description tag y etiqueta de palabras clave o keywords tag) de cada página web son únicas en todo el sitio, entonces existe una mayor probabilidad de maximizar los rankings en los resultados de búsqueda de Google y de otros motores de búsqueda como ser Yahoo y Bing.